# Sigara transfigurata
Sigara transfigurata är en insektsart som först beskrevs av Walley 1930.  Sigara transfigurata ingår i släktet Sigara och familjen buksimmare. Inga underarter finns listade i Catalogue of Life.